# Yamaha SR250
La Yamaha SR 250 va ser una motocicleta monocilíndrica fabricada per Yamaha entre 1981 i 2002.

## Història
En 1982 Yamaha va llançar al mercat la Yamaha SR 250. Yamaha Motor España la va començar a fabricar a L'Hospitalet de Llobregat (Barcelonès) el 1983, a l'antiga factoria de Sanglas, sent durant diversos anys capdavanter de vendes. A partir del 8 de novembre de 1988 continuà fabricant-se a la localitat vallesana de Palau-solità i Plegamans. La seva fabricació va cessar l'any 2002 a causa del canvi de la normativa europea de reducció d'emissions de diòxid de carboni, encara que va continuar fabricant-se a Mexico (vegeu enllaç). El preu de venda va anar des dels 1800 € en 1983 fins als 3.125 € de 2002. Va haver-hi dues versions: Standard (anomenada també Classic) i Special, aquesta última amb el manillar més alt estil "chopper", i amb un acabat i aspecte diferent respecte a la Standard. També va haver-hi una versió de 125 cc. Als Estats Units es va fabricar un model entre 1980 i 1982 anomenat Exciter I. Les principals competidores de la seva gamma eren l'Honda CB 250 i la Suzuki GN 250. La seva germana major, la SR 400 s'ha tornat ha posar a la venda en 2013 al Japó.

## Característiques
El motor és de tipus monocilíndric de 4 temps i 2 vàlvules amb una cilindrada de 239 centímetres cúbics i un pes de 135 kg. La seva velocitat màxima és de 125 km/h, i la velocitat de creuer d'uns 100 – 110 km/h. L'acceleració de 0 – 100 km/h és d'uns 13,9 segons (3,5 de 0 a 50 km/h). La capacitat del dipòsit de combustible és de 10,4 litres (1,3 l de reserva) i la seva autonomia pot superar els 280 km. El xassís és de tub d'acer, mateix material que el seu basculant. Munta pneumàtics davanter de 90/90 x 19” i darrere de 120/90 x 16" o 18”. Els frens davanters són de pinça de pistó i els posteriors tambor de 190 mm. El fre davanter es va fabricar posteriorment de disc de 267 mm. L'arrencada és per motor elèctric.
Les seves virtuts són la seva comoditat, fàcil maneig, consum, fiabilitat del seu motor i economia de manteniment.
Els canvis d'oli han de fer-se cada 6.000 km amb el tipus recomanat SAE 10W40 S o SF i els filtres cada 12.000.
Al mercat de segona mà segueix sent una moto molt popular. Destaquen les modificacions que realitzen alguns tallers especialitzats que les converteixen en models d'inspiració Cafe Racer.